# Браславське пасмо
Браславське пасмо (біл. Браслаўская града, Браслаўскае ўзвышша) — височина на заході Вітебської області на території Браславського і Міорського районів.

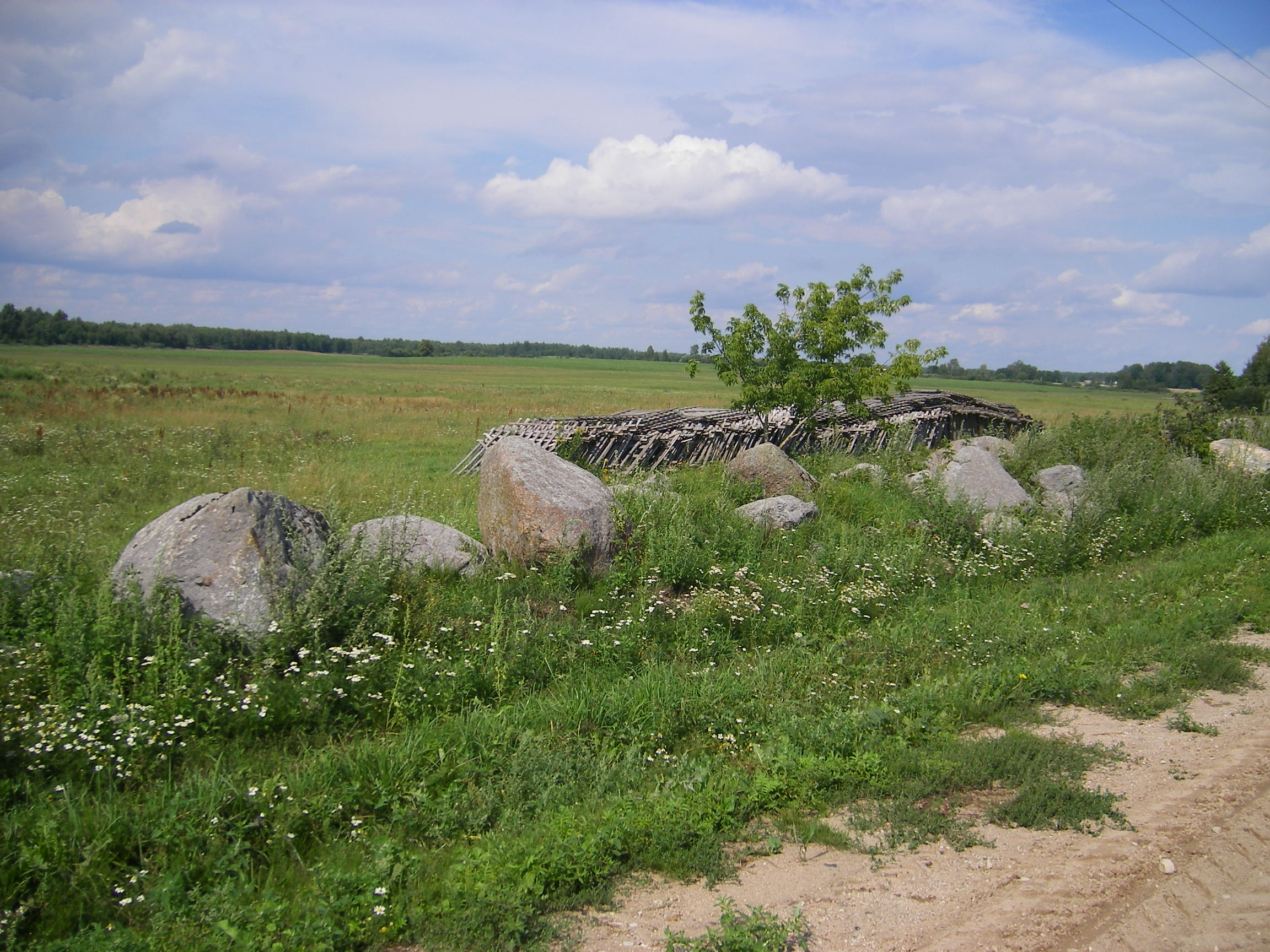
Пейзаж Браславського пасма

Пасмо має площу 1,9 тис. км² (66 × 60 км), найвища точка — 210 м над рівнем моря. Близько 10 % території займають озера, деякі належать до Браславської групи. Річкова система належить до сточища Західної Двіни. Найбільші річки —  Друйка, Дружнянка, Окунівка. На півночі пасмо обмежено Західною Двіною, на сході і південному сході — Полоцькою низовиною та є частиною Балтійського пасма.
Сучасного вигляду територія набула після відходу льодовика. Основний тип рельєфу пасма- піднесено-морений озерний. Складається з асиметричних дугоподібних пасм, частина з яких є вододілами озерних груп. Серед форм водно-льодовикової акумуляції поширені ками з відносною заввишки 12-30 м, поблизу улоговин озер зустрічаються ози.
Близько 20 % території покрито лісами і чагарником. На частині території пасма утворено національний парк «Браславські озера».